# Barrage-Saint-Cœur
Saint-Cœur est un quartier de La Saline, banlieue de la commune de Saint-Paul située à l'ouest de l'île de La Réunion, département d'outre-mer français faisant donc partie de l'Union européenne, dans le sud-ouest de l'océan Indien. Le Barrage est un autre des quartiers de La Saline ; il ne faut donc pas les associer. Quand on quitte le territoire de la commune des Trois-Bassins vers le nord, par le CD6, Saint-Cœur est le premier quartier de La Saline qu'on traverse en continuant par le CD6. Pour atteindre le quartier du Barrage, il faut quitter le CD6 après le pont de la Ravine des Trois-Bassins et emprunter le chemin d'Eau puis le chemin l'Évêque. Ce sont donc deux quartiers bien différents.